# Złomek i błędny ognik
Złomek i błędny ognik (ang. Mater and the Ghostlight) – krótkometrażowy film animowany z wytwórni Pixar, w którym występują bohaterowie filmu Auta.
Złomek straszy wszystkich mieszkańców Chłodnicy Górskiej. Mieszkańcy postanawiają dać mu nauczkę i opowiadają mu o Błędnym Ogniku – zjawie, która rozkręca samochody. Złomek boi się. Gdy wraca do garażu, o jego hak Zygzak oraz Guido zaczepiają niebieską lampkę. Złomek myśli, że to Błędny Ognik i ucieka z garażu. Gdy dowiaduje się prawdy, samochody wymyślają kolejny plan.

## Polski dubbing
Wersja Polska: SDI Media Polska

Reżyseria: Waldemar Modestowicz

Dialogi: Maciej Wysocki

Udział wzięli:
- Witold Pyrkosz - Złomek
- Krzysztof Kowalewski
- Andrzej Blumenfeld

i inni